# Španjolska košarkaška reprezentacija
Španjolska košarkaška reprezentacija predstavlja Španjolsku u košarci. Ostvarila je velike uspjehe na međunarodnoj sceni.

## Nastupi na velikim natjecanjima

### Olimpijske igre
- 1960.: 11. mjesto
- 1968.: 7. mjesto
- 1972.: 11. mjesto
- 1980.: 4. mjesto
- 1984.:  srebro
- 1988.: 8. mjesto
- 1992.: 9. mjesto
- 2000.: 9. mjesto
- 2004.: 7. mjesto
- 2008.:  srebro
- 2012.:  srebro
- 2016.:  bronca
- 2020.: 6. mjesto
- 2024.: 10. mjesto

### Svjetska prvenstva
- 1950.: 10. mjesto
- 1974.: 5. mjesto
- 1982.: 4. mjesto
- 1986.: 5. mjesto
- 1990.: 10. mjesto
- 1994.: 10. mjesto
- 1998.: 5. mjesto
- 2002.: 5. mjesto
- 2006.:  zlato
- 2010.: 6. mjesto
- 2014.: 5. mjesto
- 2019.:  zlato
- 2023.: 9. mjesto

### Europska prvenstva
- 1935.:  srebro
- 1959.: 15. mjesto
- 1961.: 13. mjesto
- 1963.: 7. mjesto
- 1965.: 11. mjesto
- 1967.: 10. mjesto
- 1969.: 5. mjesto
- 1971.: 7. mjesto
- 1973.:  srebro
- 1975.: 4. mjesto
- 1977.: 9. mjesto
- 1979.: 6. mjesto
- 1981.: 4. mjesto
- 1983.:  srebro
- 1985.: 4. mjesto
- 1987.: 4. mjesto
- 1989.: 5. mjesto
- 1991.:  bronca
- 1993.: 5. mjesto
- 1995.: 6. mjesto
- 1997.: 5. mjesto
- 1999.:  srebro
- 2001.:  bronca
- 2003.:  srebro
- 2005.: 4. mjesto
- 2007.:  srebro
- 2009.:  zlato
- 2011.:  zlato
- 2013.:  bronca
- 2015.:  zlato
- 2017.:  bronca
- 2022.:  zlato

## Momčad
(sastav na SP 2010.)
| Ime i prezime         | Klub                       |
| --------------------- | -------------------------- |
| Fernando San Emeterio | Caja Laboral               |
| Rudy Fernández        | Portland Trail Blazers     |
| Ricky Rubio           | Barcelona                  |
| Juan Carlos Navarro   | Barcelona                  |
| Raúl López            | Himki                      |
| Felipe Reyes          | Real (Madrid)              |
| Víctor Claver         | Power Electronics Valencia |
| Fran Vázquez          | Barcelona                  |
| Sergio Llull          | Real (Madrid)              |
| Marc Gasol            | Memphis Grizzlies          |
| Álex Mumbrú           | Bilbao Berri               |
| Jorge Garbajosa       | Real (Madrid)              |
| Sergio Scariolo       |                            |